# Compromis de 1790
Le compromis de 1790 est le premier des trois grands compromis politiques auxquels parvinrent, à trente ans de distance, les États du Nord des États-Unis et ceux du Sud afin de tenter de préserver l’Union et d’éviter la guerre civile. Le gros point de contention tournait essentiellement autour de l’accumulation d’une dette de 54 000 000 $.

## Historique
Le compromis est passé entre Alexander Hamilton (représentant les États du Nord) d'un côté, Thomas Jefferson et James Madison (des Républicains du Sud) de l'autre. Lors d'un dîner organisé par Jefferson, Hamilton obtient la consolidation des dettes des États, qui sont prises en charge par le Trésor. En échange, il accepte que la capitale du pays (Washington, district de Columbia) soit localisée au Sud. Le compromis a permis de débloquer l'impasse dans laquelle était le Congrès. 
Les habitants du Sud, peu endettés, bloquaient la prise en charge des dettes des États par le Trésor, et du même coup le projet hamiltonien de construire un État fédéral doté d'un budget. Les habitants du Nord refusaient de leur côté que la capitale soit installée à la frontière entre la Virginie et le Maryland. 
Selon l'historien Jacob Cooke, cet épisode est « considéré comme l'une des plus importantes étape de l'histoire américaine. »